# یلانکا
یلانکا (به لاتین: Jelanka) یک منطقهٔ مسکونی در لهستان است که در گمینا ژچنگوو واقع شده‌است. یلانکا ۲۱۰ نفر جمعیت دارد.